# Élections cantonales de 2011 en Corse-du-Sud
Les élections cantonales ont eu lieu les 20 et 27 mars 2011.

## Contexte départemental

### Assemblée départementale sortante
Avant les élections, le conseil général de la Corse-du-Sud est présidé par Jean-Jacques Panunzi (UMP). Il comprend 22 conseillers généraux issus des 22 cantons de la Corse-du-Sud. 11 d'entre eux sont renouvelables lors de ces élections.
| Parti                             | Sigle | Élus |
| --------------------------------- | ----- | ---- |
| Majorité (15 sièges)              |       |      |
| Union pour un mouvement populaire | UMP   | 8    |
| Divers droite                     | DVD   | 5    |
| Parti radical valoisien           | PRV   | 1    |
| Nouveau Centre                    | NC    | 1    |
| Opposition (7 sièges)             |       |      |
| Divers gauche                     | DVG   | 4    |
| Parti radical de gauche           | PRG   | 2    |
| Parti de la nation corse          | PNC   | 1    |
| Président du conseil général      |       |      |
| Jean-Jacques Panunzi (UMP)        |       |      |

## Résultats à l'échelle du département

### Résultats en nombre de sièges
| Parti | Sièges mis en jeu | Élus | Évolution |
| ----- | ----------------- | ---- | --------- |
| PRG   | 1                 | 1    | =         |
| DVG   | 2                 | 4    | +2        |
| DVD   | 5                 | 3    | -2        |
| UMP   | 3                 | 2    | -1        |
| REG   | 0                 | 1    | +1        |

### Assemblée départementale à l'issue des élections
| Parti                             | Sigle | Élus |
| --------------------------------- | ----- | ---- |
| Majorité (13 sièges)              |       |      |
| Union pour un mouvement populaire | UMP   | 8    |
| Divers droite                     | DVD   | 4    |
| Femu a Corsica                    | REG   | 1    |
| Opposition (9 sièges)             |       |      |
| Divers gauche                     | DVG   | 7    |
| Parti radical de gauche           | PRG   | 1    |
| Parti de la nation corse          | PNC   | 1    |
| Président du conseil général      |       |      |
| Jean-Jacques Panunzi (UMP)        |       |      |

## Résultats par canton

### Canton d'Ajaccio-1
- Conseiller général sortant : Philippe Cortey (DVD)

| Candidats      | Candidats          | Étiquette      | Premier tour | Premier tour | Second tour | Second tour |
| Candidats      | Candidats          | Étiquette      | Voix         | %            | Voix        | %           |
| -------------- | ------------------ | -------------- | ------------ | ------------ | ----------- | ----------- |
|                | Laurent Marcangeli | UMP            | 932          | 28,88        | 1 672       | 57,77       |
|                | Philippe Cortey*   | DVD            | 721          | 22,34        | 1 222       | 42,23       |
|                | Jean-Louis Amidei  | CSD            | 567          | 17,57        |             |             |
|                | Alain Falzoï       | SE             | 365          | 11,31        |             |             |
|                | Michel Leca        | FN             | 355          | 11,00        |             |             |
|                | Antoine Parodin    | DVG            | 287          | 8,89         |             |             |
|                |                    |                |              |              |             |             |
| Inscrits       | Inscrits           | Inscrits       | 6 471        | 100,00       | 6 471       | 100,00      |
| Abstentions    | Abstentions        | Abstentions    | 3 139        | 48,51        | 3 288       | 50,81       |
| Votants        | Votants            | Votants        | 3 332        | 51,49        | 3 183       | 49,19       |
| Blancs et nuls | Blancs et nuls     | Blancs et nuls | 105          | 3,15         | 289         | 9,08        |
| Exprimés       | Exprimés           | Exprimés       | 3 227        | 96,85        | 2 894       | 90,92       |

*sortant

### Canton d'Ajaccio-3
- Conseiller général sortant : Pierre Santoni (UMP)

| Candidats      | Candidats            | Étiquette      | Premier tour | Premier tour | Second tour | Second tour |
| Candidats      | Candidats            | Étiquette      | Voix         | %            | Voix        | %           |
| -------------- | -------------------- | -------------- | ------------ | ------------ | ----------- | ----------- |
|                | Jean-Jacques Ferrana | UMP            | 600          | 28,68        | 1 043       | 48,06       |
|                | François Casasoprana | CSD            | 542          | 25,91        | 1 127       | 51,94       |
|                | Pierre Santoni*      | DVD            | 408          | 19,50        |             |             |
|                | Denis Luciani        | Femu a Corsica | 290          | 13,86        |             |             |
|                | Serge Gori           | FG (PCF)       | 153          | 7,31         |             |             |
|                | Patricia Curcio      | PG             | 99           | 4,73         |             |             |
|                |                      |                |              |              |             |             |
| Inscrits       | Inscrits             | Inscrits       | 4 285        | 100,00       | 4 285       | 100,00      |
| Abstentions    | Abstentions          | Abstentions    | 2 121        | 49,50        | 1 991       | 46,46       |
| Votants        | Votants              | Votants        | 2 164        | 50,50        | 2 294       | 53,54       |
| Blancs et nuls | Blancs et nuls       | Blancs et nuls | 72           | 3,33         | 124         | 5,41        |
| Exprimés       | Exprimés             | Exprimés       | 2 092        | 96,67        | 2 170       | 94,59       |

*sortant

### Canton d'Ajaccio-4
- Conseiller général sortant : Jacques Billard (UMP)

| Candidats      | Candidats          | Étiquette      | Premier tour | Premier tour | Second tour | Second tour |
| Candidats      | Candidats          | Étiquette      | Voix         | %            | Voix        | %           |
| -------------- | ------------------ | -------------- | ------------ | ------------ | ----------- | ----------- |
|                | Jacques Billard    | UMP            | 663          | 39,72        | 845         | 46,61       |
|                | Stéphane Vannucci  | DVD            | 545          | 32,65        | 968         | 53,39       |
|                | Patrice Terramorsi | PS             | 193          | 11,56        |             |             |
|                | François Luciani   | FG (PCF)       | 177          | 10,61        |             |             |
|                | Marcel Siméoni     | ECO            | 91           | 5,45         |             |             |
|                |                    |                |              |              |             |             |
| Inscrits       | Inscrits           | Inscrits       | 3 148        | 100,00       | 3 148       | 100,00      |
| Abstentions    | Abstentions        | Abstentions    | 1 442        | 45,81        | 1 248       | 39,64       |
| Votants        | Votants            | Votants        | 1 706        | 54,19        | 1 900       | 60,36       |
| Blancs et nuls | Blancs et nuls     | Blancs et nuls | 37           | 2,17         | 87          | 4,58        |
| Exprimés       | Exprimés           | Exprimés       | 1 669        | 97,83        | 1 813       | 95,42       |

*sortant

### Canton d'Ajaccio-5
- Conseiller général sortant : Pierre Cau (DVD)

| Candidats      | Candidats           | Étiquette      | Premier tour | Premier tour | Second tour | Second tour |
| Candidats      | Candidats           | Étiquette      | Voix         | %            | Voix        | %           |
| -------------- | ------------------- | -------------- | ------------ | ------------ | ----------- | ----------- |
|                | Pierre Cau*         | DVD            | 1 235        | 47,89        | 1 580       | 55,87       |
|                | Michel Mozziconacci | CSD            | 685          | 26,56        | 1 248       | 44,13       |
|                | Pierre Bartoli      | FG (PCF)       | 258          | 10,00        |             |             |
|                | David Roig          | FN             | 177          | 6,86         |             |             |
|                | François Filoni     | ECO            | 129          | 5,00         |             |             |
|                | Alain Combaret      | PS             | 95           | 3,68         |             |             |
|                |                     |                |              |              |             |             |
| Inscrits       | Inscrits            | Inscrits       | 4 292        | 100,00       | 4 292       | 100,00      |
| Abstentions    | Abstentions         | Abstentions    | 1 660        | 38,68        | 1 372       | 31,97       |
| Votants        | Votants             | Votants        | 2 632        | 61,32        | 2 920       | 68,03       |
| Blancs et nuls | Blancs et nuls      | Blancs et nuls | 53           | 2,01         | 92          | 3,15        |
| Exprimés       | Exprimés            | Exprimés       | 2 579        | 97,99        | 2 828       | 96,85       |

*sortant

### Canton de Bastelica
- Conseiller général sortant : Paul Pellegrinetti (DVG)

| Candidats      | Candidats            | Étiquette      | Premier tour | Premier tour | Second tour | Second tour |
| Candidats      | Candidats            | Étiquette      | Voix         | %            | Voix        | %           |
| -------------- | -------------------- | -------------- | ------------ | ------------ | ----------- | ----------- |
|                | Paul Pellegrinetti*  | DVG            | 664          | 34,66        | 865         | 41,65       |
|                | Jean-Baptiste Giffon | DVD            | 587          | 30,64        | 761         | 36,64       |
|                | Pascal Leccia        | DVD            | 386          | 20,15        | 451         | 21,71       |
|                | Julia Sanguinetti    | Femu a Corsica | 279          | 14,56        |             |             |
|                |                      |                |              |              |             |             |
| Inscrits       | Inscrits             | Inscrits       | 2 810        | 100,00       | 2 809       | 100,00      |
| Abstentions    | Abstentions          | Abstentions    | 849          | 30,21        | 680         | 24,21       |
| Votants        | Votants              | Votants        | 1 961        | 69,79        | 2 129       | 75,79       |
| Blancs et nuls | Blancs et nuls       | Blancs et nuls | 45           | 2,29         | 52          | 2,44        |
| Exprimés       | Exprimés             | Exprimés       | 1 916        | 97,71        | 2 077       | 97,56       |

*sortant

### Canton de Bonifacio
- Conseiller général sortant : Jean-Baptiste Lantieri (UMP)

| Candidats      | Candidats              | Étiquette      | Premier tour | Premier tour |
| Candidats      | Candidats              | Étiquette      | Voix         | %            |
| -------------- | ---------------------- | -------------- | ------------ | ------------ |
|                | Claude Degott-Serafino | DVG            | 801          | 53,22        |
|                | André Quéré            | UMP            | 432          | 28,70        |
|                | Philippe Barolo        | PS             | 272          | 18,07        |
|                |                        |                |              |              |
| Inscrits       | Inscrits               | Inscrits       | 2 343        | 100,00       |
| Abstentions    | Abstentions            | Abstentions    | 743          | 31,71        |
| Votants        | Votants                | Votants        | 1 600        | 68,29        |
| Blancs et nuls | Blancs et nuls         | Blancs et nuls | 95           | 5,94         |
| Exprimés       | Exprimés               | Exprimés       | 1 505        | 94,06        |

### Canton des Deux-Sevi
- Conseiller général sortant : Nicolas Alfonsi (PRG)

| Candidats      | Candidats           | Étiquette      | Premier tour | Premier tour | Second tour | Second tour |
| Candidats      | Candidats           | Étiquette      | Voix         | %            | Voix        | %           |
| -------------- | ------------------- | -------------- | ------------ | ------------ | ----------- | ----------- |
|                | Nicolas Alfonsi*    | PRG            | 916          | 44,73        | 1 132       | 57,96       |
|                | Antoine Versini     | Femu a Corsica | 512          | 25,00        | 821         | 42,04       |
|                | Stéphane Zanettacci | DVD            | 433          | 21,14        |             |             |
|                | Ange Agostini       | Corsica Libera | 136          | 6,64         |             |             |
|                | André Franchi       | FN             | 51           | 2,49         |             |             |
|                |                     |                |              |              |             |             |
| Inscrits       | Inscrits            | Inscrits       | 2 737        | 100,00       | 2 737       | 100,00      |
| Abstentions    | Abstentions         | Abstentions    | 667          | 24,37        | 706         | 25,79       |
| Votants        | Votants             | Votants        | 2 070        | 75,63        | 2 031       | 74,21       |
| Blancs et nuls | Blancs et nuls      | Blancs et nuls | 22           | 1,06         | 78          | 3,84        |
| Exprimés       | Exprimés            | Exprimés       | 2 048        | 98,94        | 1 953       | 96,16       |

*sortant

### Canton de Levie
- Conseiller général sortant : Sébastien Rocca Serra (DVD)

| Candidats      | Candidats              | Étiquette      | Premier tour | Premier tour |
| Candidats      | Candidats              | Étiquette      | Voix         | %            |
| -------------- | ---------------------- | -------------- | ------------ | ------------ |
|                | Sébastien Rocca Serra* | DVD            | 1 279        | 66,44        |
|                | Nicolas Cucchi         | SE             | 386          | 20,05        |
|                | Cécile Mela            | FG (PCF)       | 260          | 13,51        |
|                |                        |                |              |              |
| Inscrits       | Inscrits               | Inscrits       | 3 252        | 100,00       |
| Abstentions    | Abstentions            | Abstentions    | 1 239        | 38,10        |
| Votants        | Votants                | Votants        | 2 013        | 61,90        |
| Blancs et nuls | Blancs et nuls         | Blancs et nuls | 88           | 4,37         |
| Exprimés       | Exprimés               | Exprimés       | 1 925        | 95,63        |

*sortant

### Canton d'Olmeto
- Conseiller général sortant : José-Pierre Mozziconacci (DVG)

| Candidats      | Candidats                 | Étiquette      | Premier tour | Premier tour |
| Candidats      | Candidats                 | Étiquette      | Voix         | %            |
| -------------- | ------------------------- | -------------- | ------------ | ------------ |
|                | José-Pierre Mozziconacci* | DVG            | 2 076        | 100,00       |
|                |                           |                |              |              |
| Inscrits       | Inscrits                  | Inscrits       | 4 077        | 100,00       |
| Abstentions    | Abstentions               | Abstentions    | 1 895        | 46,48        |
| Votants        | Votants                   | Votants        | 2 182        | 53,52        |
| Blancs et nuls | Blancs et nuls            | Blancs et nuls | 106          | 4,86         |
| Exprimés       | Exprimés                  | Exprimés       | 2 076        | 95,14        |

*sortant

### Canton de Porto-Vecchio
- Conseiller général sortant : François-Marie Colonna-Césari (DVD)

| Candidats      | Candidats                | Étiquette      | Premier tour | Premier tour | Second tour | Second tour |
| Candidats      | Candidats                | Étiquette      | Voix         | %            | Voix        | %           |
| -------------- | ------------------------ | -------------- | ------------ | ------------ | ----------- | ----------- |
|                | Jean-Christophe Angelini | PNC            | 3 063        | 45,68        | 4 155       | 53,72       |
|                | Camille de Rocca Serra   | UMP            | 2 685        | 40,04        | 3 579       | 46,28       |
|                | Michel Giraschi          | Corsica Libera | 494          | 7,37         |             |             |
|                | Joseph Agostini          | FG (PCF)       | 463          | 6,91         |             |             |
|                |                          |                |              |              |             |             |
| Inscrits       | Inscrits                 | Inscrits       | 10 646       | 100,00       | 10 646      | 100,00      |
| Abstentions    | Abstentions              | Abstentions    | 3 767        | 35,38        | 2 634       | 24,74       |
| Votants        | Votants                  | Votants        | 6 879        | 64,62        | 8 012       | 75,26       |
| Blancs et nuls | Blancs et nuls           | Blancs et nuls | 174          | 2,53         | 278         | 3,47        |
| Exprimés       | Exprimés                 | Exprimés       | 6 705        | 97,47        | 7 734       | 96,53       |

### Canton de Zicavo
- Conseiller général sortant : Marcel Francisci (UMP)

| Candidats      | Candidats         | Étiquette      | Premier tour | Premier tour |
| Candidats      | Candidats         | Étiquette      | Voix         | %            |
| -------------- | ----------------- | -------------- | ------------ | ------------ |
|                | Marcel Francisci* | UMP            | 905          | 100,00       |
|                |                   |                |              |              |
| Inscrits       | Inscrits          | Inscrits       | 1 880        | 100,00       |
| Abstentions    | Abstentions       | Abstentions    | 898          | 47,77        |
| Votants        | Votants           | Votants        | 982          | 52,23        |
| Blancs et nuls | Blancs et nuls    | Blancs et nuls | 77           | 7,84         |
| Exprimés       | Exprimés          | Exprimés       | 905          | 92,16        |

*sortant